# Spanish International 1983
Die Spanish International 1983 im Badminton fanden in Vigo statt. Es war die zehnte Auflage des Turniers, parallel auch als Tournament City of Vigo betitelt. 

## Titelträger
| Disziplin    | Sieger                            |
| ------------ | --------------------------------- |
| Herreneinzel | António Crespo                    |
| Dameneinzel  | Margarita Míguelez                |
| Herrendoppel | Jorge Azevedo Diamantino Pereira  |
| Damendoppel  | Aída Carballal Margarita Míguelez |
| Mixed        | Pedro V. Blach Rosa Pérez         |